# Шип (газовий балончик)
Шип — газовий балончик сльозогінної та дратівної дії. Балончик шип призначений для використання цивільними та службовими особами в якості засобу самозахисту
.
Шип являє собою балончик струменевого типу, що є рідкістю для українського ринку. Заповнений речовиною дратівливої і сльозоточивої дії - морфолід пеларгонової кислоти. При попаданні в очі миттєво виникає рясну сльозотечу, біль і спазм очних м'язів. Біль і раптово наступаюча безпорадність викликають у потерпілого стан паніки і дезорієнтації на час до 30 хвилин, 
але точний час їх прояву залежить і від індивідуальних особливостей організму нападника і від зовнішніх обставин, наприклад від погодних умов
при цьому, не заподіюючи шкоди здоров'ю. Виробник - Україна підприємство "Еколог". Шип має одноразовий запобіжник зламної дії. Дальність застосування балончика до 3 метрів що є достатньо великою дальністю як для балончика невеликого об'єму.

## Основні характеристики Шип-1б
- Тип: струменевий
- Маса балона: 51±2 грами
- Дальність застосування: до 3,0 метрів
- Висота: 88±4 міліметрів
- Діаметр: 35 міліметрів
- Тривалість застосування: від 4 до 5 секунд
- Температура зберігання: -8 до +45 градусів за Цельсієм[3].

## Модифікації
- Шип-1б  - стандартна модифікація.
- Шип-1 lED  - модифікація  з пристосуванням додатком для підсвітки (освітлення) цілі, у вигляді накладки на балончик з одним потужним діодом.

## Техніка безпеки
Балончик треба застосовувати тільки разі крайньої необхідності. При попаданні газу  в очі спершу слід покликати на допомогу людей з неураженими очима (якщо це можливо). Намагатися відкрити очі теж погана ідея, так як в організму виникає рефлексія закриття очей після ураження іриантом.  Організм не дасть вам відкрити очі повністю, але в разі успіху, ви ризикуєте занести ще більше подразника на сітківку очей.  Це тільки збільшить больові відчуття, але ніяк не принесе користі.
Якщо це можливо, необхідно прискорено моргати.  Це викличе додаткове виділення сліз, які будуть сприяти вимиванню ірианту з ваших очей, це сприятиме зниженню ступеню ураження. Далі треба  знайти довколишній продуктовий магазин, або попросити про це помічника. Купити пляшку води і харчову соду.  Після чого слід промити обличчя і очі в певній послідовності.
Після цього потрібно змішати харчову соду з негазованою водою.  Досить буде 15 грамів на середню пляшку води. Отриманим розчином треба промити очі. А також можна придбати "дитяче мило" і промити очі мильним розчином з дитячого мила і води для розмочення мила. Печіння в очах може короткочасно посилитися, але це нормально.